# Переносной зенитный ракетный комплекс
Переносной зенитный ракетный комплекс (ПЗРК) — это зенитная ракетная система, предназначенная для транспортировки и ведения огня одним человеком. Благодаря небольшим размерам, ПЗРК легко маскируемы и мобильны.
Первые образцы ПЗРК с управляемыми ракетами поступили на вооружение в конце 1960-х годов, получив массовое применение в ходе боевых действий арабо-израильской «войны на истощение» в 1969 году, — первыми комплексами, испытанными в боевой обстановке, были советские ПЗРК «Стрела-2». С 1970-х годов ПЗРК активно применяются в войнах и военных конфликтах по всему миру различными партизанскими и повстанческими формированиями как достаточно дешёвое и эффективное средство борьбы с авиацией.

## Предыстория
Непосредственными предшественниками ПЗРК были зенитные гранатомёты, разрабатывавшиеся, в первую очередь, как средство прикрытия войск и рассчитанные на поражение низколетящих летательных аппаратов в режиме взлёта/посадки, пикирования или зависания. Поражающие элементы такого рода оружия представляли собой оперённые или неоперённые неуправляемые реактивные снаряды, а необходимая вероятность поражения достигалась фазированным (с интервалом от 0,1 до 0,8 сек — немецкие ПЗРК «Luftfaust» образца 1944-1945 гг.) или единовременным залповым пуском (ПЗРК «Колос», 1966-1968 гг.).

## История
Начало разработке ПЗРК в современном понимании этого термина было положено в 1950-е годы, одновременно с экспериментами над гранатомётами и ракетомётами с неуправляемыми зенитными ракетами, а также с работами по совершенствованию, модернизации и продлению сроков эксплуатации зенитных пулемётов. Впервые, идея создания индивидуального средства ПВО с пусковым устройством безоткатного типа (как наиболее серийный американский гранатомёт периода Второй мировой войны «базука»), позволяющим ведение стрельбы управляемыми ракетами по воздушным целям с плеча для оснащения ею пехотинцев, возникла в 1950 году вместе с началом Корейской войны у инженеров-ракетчиков калифорнийской компании «Конвэр» во главе с Карелом Боссартом. Но тогда, у группы учёных возникли обоснованные сомнения в перспективах приборной реализации их замысла на существующей производственно-технической базе, при имеющихся технологиях ракетостроения и имеющемся уровне развития систем наведения управляемого ракетного оружия. В 1955 году, с учётом накопленного опыта и полученных наработок, они вернулись к своей идее, ими была инициирована внутрикорпоративная научно-исследовательская работа с технико-экономическим обоснованием принципиальной возможности создания и организации серийного производства лёгкого переносного зенитного ракетного комплекса, обеспечивающего возможность поражения низколетящих воздушных целей с вероятностью выше заданной для уже имеющихся тактических зенитных средств (иначе затея была бы нецелесообразной) и достаточно неприхотливого в эксплуатации для применения пехотинцами в зоне боевых действий. Проведенная ими НИР с ТЭО подтвердила принципиальную осуществимость замысла (поэтому зиму 1955-56 гг. можно условно считать датой рождения современного ПЗРК) и уже в январе 1956 года перед инженерно-техническим составом компании было поставлено тактико-техническое задание на разработку и создание функционального габаритного макета ракеты под названием «Редай» («красный глаз» или «красноглазый» за инфракрасную головку самонаведения характерной формы в головной части ракеты). Первое упоминание ПЗРК «Редай» в открытой печати относится к середине мая 1957 года, когда представители менеджмента ракетостроительного подразделения «Конвэр» распространили заявление для прессы, в котором сообщалось о разработанном ими новом типе пехотного вооружения с самонаводящейся ракетой, достаточно лёгкой для эксплуатации одним человеком. В мае 1958 года военнослужащими КМП США были проведены пуски неуправляемых массо-габаритных светошумовых имитаторов ракет для установления факторов риска при их запуске для человека и негативного воздействия на тактическую обстановку в целом (демаскирующие факторы, пожароопасность вследствие разлёта реактивной струи, задымление и запыление огневой позиции, потеря видимости цели и др.) и уже через месяц, в конце июня начались испытательные пуски ракет с ИК ГСН Комплекс был представлен вниманию прессы в середине ноября 1958 года, а в августе 1959 года его презентовали в выставочном павильоне на ежегодном симпозиуме ассоциации армии США, куда кроме важных чинов были приглашены иностранные гости.
| Название         | Название                                     | Год       | Главный конструктор   | Головная организация                    | Головная организация                    | Подразделение                           | Подразделение                           | Место нахождения                | Тип ракеты      | Комментарии                       |
| ---------------- | -------------------------------------------- | --------- | --------------------- | --------------------------------------- | --------------------------------------- | --------------------------------------- | --------------------------------------- | ------------------------------- | --------------- | --------------------------------- |
| Redeye           | Соединённые Штаты Америки                    | 1955 года | Карел Боссарт         | General Dynamics Corp.                  | General Dynamics Corp.                  | Convair Div.                            | Convair Div.                            | Помона, Калифорния              | самонаводящаяся | на вооружение не поступал         |
| Lancer           | Соединённые Штаты Америки                    | 1957 года | Хайнц Форнофф         | Sperry Gyroscope Co.                    | Missile Flight Control Dept.            | Missile Flight Control Dept.            | Missile Flight Control Dept.            | Гарден-Сити, Нью-Йорк           | управляемая     | не вышел за пределы экспериментов |
| SLAM             | Соединённые Штаты Америки                    | 1957 года | Норман Фрэнсис Паркер | North American Aviation, Inc.           | North American Aviation, Inc.           | Autonetics Div.                         | Autonetics Div.                         | Дауни, Калифорния               | самонаводящаяся | не вышел за пределы экспериментов |
| не присваивалось | Федеративная Республика Германии (1949—1990) | 1957 года | Людвиг Бёльков        | Bölkow-Entwicklungen KG                 | Bölkow-Entwicklungen KG                 | Flugkörper-Abteilung                    | Flugkörper-Abteilung                    | Штутгарт, Баден-Вюртемберг      | неизвестно      | не вышел за пределы экспериментов |
| Harpy            | Соединённые Штаты Америки                    | 1958 года | Родни Эверт Гейдж     | Audio-Sonics Corp.                      | Audio-Sonics Corp.                      | Audio-Sonics Corp.                      | Audio-Sonics Corp.                      | Канога-Парк, Калифорния         | самонаводящаяся | не вышел за пределы экспериментов |
| не присваивалось | Соединённые Штаты Америки                    | 1959 года | Уиллис Хоукинс        | Lockheed Aircraft Corp.                 | Lockheed Aircraft Corp.                 | Missile Systems Div.                    | Missile Systems Div.                    | Ван-Найс, Калифорния            | неизвестно      | не вышел за пределы экспериментов |
| Стрела-2         | Союз Советских Социалистических Республик    | 1960 года | Б. И. Шавырин         | Специальное конструкторское бюро ГКОТ   | Специальное конструкторское бюро ГКОТ   | Специальное конструкторское бюро ГКОТ   | Специальное конструкторское бюро ГКОТ   | Коломна, Московская обл., РСФСР | самонаводящаяся | принят на вооружение в 1968 году  |
| не присваивалось | Франция                                      | 1960 года | Эмиль Штауфф          | Nord Aviation S.A.                      | Section des Engins Spéciaux             | Section des Engins Spéciaux             | Section des Engins Spéciaux             | Шатийон-су-Баньё, Иль-де-Франс  | неизвестно      | не вышел за пределы экспериментов |
| Thunderstick     | Соединённые Штаты Америки                    | 1960 года | Альфред Зеринджер     | American Rocket Co.                     | American Rocket Co.                     | American Rocket Co.                     | American Rocket Co.                     | Тейлор, Мичиган                 | неуправляемая   | не вышел за пределы экспериментов |
| Blowpipe         | Великобритания                               | 1962 года | Хью Грэм Конвей       | Short Brothers & Harland Ltd            | Short Brothers & Harland Ltd            | Guided Weapons Div.                     | Guided Weapons Div.                     | Каслри, Даун, Северная Ирландия | управляемая     | принят на вооружение в 1972 году  |
| Redeye Block I   | Соединённые Штаты Америки                    | 1964 года | Карел Боссарт         | General Dynamics Corp.                  | General Dynamics Corp.                  | Convair Div.                            | Convair Div.                            | Помона, Калифорния              | самонаводящаяся | принят на вооружение в 1968 году  |
| Dagger           | Великобритания                               | 1964 года | Ричард Саттон Рэнсом  | Short Brothers & Harland Ltd            | Short Brothers & Harland Ltd            | Guided Weapons Div.                     | Guided Weapons Div.                     | Каслри, Даун, Северная Ирландия | самонаводящаяся | на вооружение не поступал         |
| Колос            | Союз Советских Социалистических Республик    | 1966 года | А. Г. Новожилов       | Конструкторское бюро машиностроения МОП | Конструкторское бюро машиностроения МОП | Конструкторское бюро машиностроения МОП | Конструкторское бюро машиностроения МОП | Коломна, Московская обл., РСФСР | неуправляемая   | на вооружение не поступал         |
| Redeye 2         | Соединённые Штаты Америки                    | 1967 года | Карел Боссарт         | General Dynamics Corp.                  | General Dynamics Corp.                  | Convair Div.                            | Convair Div.                            | Помона, Калифорния              | самонаводящаяся | на вооружение не поступал         |
| Стрела-2М        | Союз Советских Социалистических Республик    | 1968 года | С. П. Непобедимый     | Конструкторское бюро машиностроения МОП | Конструкторское бюро машиностроения МОП | Конструкторское бюро машиностроения МОП | Конструкторское бюро машиностроения МОП | Коломна, Московская обл., РСФСР | самонаводящаяся | принят на вооружение в 1970 году  |

Размещение федеральных заказов в США, включая заказы на проведение НИОКР в сфере вооружения и военной техники, осуществляется на конкурсной основе, победитель определяется в соревновании, поэтому в 1957 году, до начала стадии полигонных испытаний, ПЗРК «Редай» составили конкуренцию аналогичные комплексы от ракетостроительных компаний «Сперри-джайроскоп» и «Норт-америкен авиэйшн», образец первой носил название «Лэнсер», второй назывался «Слэм» (бэкроним от «зенитная ракета, запускаемая с плеча»). Основные требования, которые предъявлялись армейским командованием к контрольным образцам трёх соревнующихся компаний, были следующими:
- Боевая масса комплекса должна обеспечивать его нормальную транспортабельность в пешем порядке.
- Диаметр ракеты должен обеспечивать простоту серийного производства элементов фюзеляжа и отсеков на уже имеющихся металлообрабатывающих станках и штамповочно-прессовом оборудовании без его перекалибровки (за образец была взята стандартная 70-мм неуправляемая авиационная ракета)
- Габаритные размеры комплекса должны соответствовать объёму внутреннего пространства имеющихся серийных единиц автотранспорта и бронетехники (70-мм НАР за образец).
- Система наведения комплекса должна обеспечивать надёжное поражение низколетящих целей, как пилотируемых, так и беспилотных летательных аппаратов с неподвижным крылом (самолётов) и винтокрылых летательных аппаратов (вертолётов).
- Ракета в герметичной пусковой трубе должна быть унитарным боеприпасом, поставляемым в снаряженном виде в заводской комплектации и готовым к боевому применению.
- Отсутствие необходимости регламентного технического обслуживания и минимальные требования к осмотру пусковых труб с ракетами, хранящихся в укупорке на складах.
- Предельно краткий курс подготовки стрелка-зенитчика.
- Безопасность для стрелка в момент пуска.
- Простота в эксплуатации.

ЗРК «Лэнсер» (Lancer) переносился в разобранном виде расчётом из двух человек, дальнейшая эксплуатация после развёртывания на огневой позиции и установки пусковой трубы с ракетой на направляющую, могла осуществляться стрелком в одиночку, ракета запускалась со станка, установленного на местности или смонтированного на машине. Соответствовал определению ограниченно носимого ЗРК, в качестве средства обеспечения подвижности требовал для себя единицу автотранспорта вроде стандартной лёгкой армейской машины повышенной проходимости типа полутонного джипа. По итогам оценки был признан не удовлетворяющим требованиям индивидуального оружия (поскольку не мог нормально транспортироваться и обслуживаться в одиночку) и многократно превышающим требования к предельно допустимой боевой массе оружия (впоследствии, в декабре 1958 года «Сперри» вновь сойдётся в конкурентной борьбе с «Конвэр», когда предложит вниманию армейского командования усовершенствованный вариант «Лэнсера» против самоходной модификации «Редай», которые будут представлены в числе иных моделей самоходных ЗРК в рамках проекта «Молер»). ПЗРК «Слэм» (SLAM) переносился и обслуживался одним военнослужащим, ракета запускалась с плеча и по своему замыслу он был во многом идентичен «Редай». В собранном виде комплекс с ракетой весил около 23 кг (то есть, в 2,5 раза больше чем контрольный образец главного конкурента). Дальнейшая разработка была отклонена военным командованием в связи с превышением предельно допустимой боевой массы оружия. Сравнительный анализ и оценка функциональных макетов и сопроводительной технической документации трёх вышеназванных комплексов велись экспертной комиссией офицеров Управления ракетных войск армии США под председательством Фрэнсиса Дюваля до 17 января 1958 года, когда «Редай» был признан победителем конкурса. После того, как, представители топ-менеджмента «Норт-америкен авиэйшн» обжаловали это решение в вышестоящие инстанции (поскольку считали преимущества последнего не столь очевидными), специалистам артиллерийско-технического комитета армии США было поручено провести углубленный сравнительный анализ технических качеств «Слэм» и «Редай», который проводился до апреля 1958 года и подтвердил выводы комиссии в части превосходства последнего.
Немного позже публикации в прессе данных о ПЗРК «Редай» было предложено ещё несколько переносных образцов зенитного вооружения («Харпи» и «Тандерстик»), которые тем не менее не дошли до войсковых испытаний. К этому же периоду времени относятся работы по созданию ракетомётов с неуправляемыми ракетами с гиперзвуковой скоростью полёта, явившимися побочным продуктом программы разработки противоракеты «Спринт» (все они в той или иной степени копировали её своей формой), одним из результатов которой стал синтез высококалорийных сортов ракетного топлива с интенсивностью сгорания значительно превосходящей уже имеющиеся, что и предопределило их использование для указанных ракетомётов. Большая их часть предназначалась для борьбы с бронетехникой и наземными целями, но некоторые были универсальными и позволяли одновременно вести борьбу против высокоскоростных средств воздушного нападения. Практически все ракеты указанного типа имели компоновку типа «несущий конус» и представляли собой тонкие продолговатые конусоподобные снаряды. Ни один из ПЗРК (а равно и ПТРК) с неуправляемыми ракетами не был в итоге принят на вооружение. Первая половина 1960-х гг. характеризуется одновременной активизацией работ по созданию ПЗРК в различных странах НАТО (главным образом, в США и Британии, отдельные эксперименты предпринимались немецкими и французскими ракетостроителями). Американо-британское военно-техническое сотрудничество включало в себя взаимный обмен технологиями между военно-промышленными компаниями (основными контрагентами в котором выступали «Нортроп» и «Дженерал дайнемикс» с американской стороны; «Шортс» и «Эллиотс» с британской стороны), — этому обмену обязаны своим появлением проекты по созданию ПЗРК с командным наведением в США и комплексов с автоматической системой наведения с ракетами оснащёнными головками самонаведения в Британии, ни один из которых в итоге не дошёл до войсковых испытаний, поскольку американское военное руководство ко всем образцам вооружения такого типа предъявляло требование предельной простоты в эксплуатации (по принципу «выстрелил и выбросил»), а британская сторона, наоборот, напирала на подготовку квалифицированных операторов, в результате чего, британский "Стингер", как и американский "Блоупайп" не состоялись в качестве серийных образцов вооружения. К этому периоду относится разработка таких ПЗРК как «Редай» в США, «Блоупайп» и «Дэггер» в Британии. Тем временем, эстафета в создании ПЗРК была подхвачена Советским Союзом и предприятиями ВПК СССР методом обратной инженерии был создан комплекс «Стрела-2», испытанный в боевой обстановке (по иронии, по американским же самолётам и вертолётам) и принятый на вооружение даже раньше, чем его американский исходник — «Редай».
К концу 1960-х гг. ПЗРК с зенитными управляемыми ракетами традиционных аэродинамических схем (нормальная и «утка») окончательно победили альтернативные проекты, которые в дальнейшем возникали лишь эпизодически, в период очередного витка международной гонки вооружений, как дешёвая альтернатива дорогим самонаводящимся ракетам. Тем не менее, первые образцы ПЗРК с инфракрасной головкой самонаведения (ИК ГСН) ракеты грешили низкой помехоустойчивостью и высокой метеозависимостью, были сколь-нибудь эффективны только в условиях ясной видимости, при безоблачной погоде и при отсутствии у противника средств инфракрасного противодействия (тепловых ловушек), а ПЗРК с радиокомандным управлением ракетой вручную не обеспечивали необходимой точности наведения, что обусловило создание новых ПЗРК с ИК ГСН «Редай-2», а затем «Стингер», а также ПЗРК с командным наведением по лазерному лучу — «Блоупайп» и «Олтёнит» в США, и «Рэйрайдер» в Швеции (из которых только «Стингер» и «Рэйрайдер» дошли до стадии серийного производства).
По мере освоения производства ПЗРК всё большим количеством стран мира, их военной промышленностью были произведены сотни тысяч ракет, поставленные на вооружение собственных войск и экспортировавшиеся за рубеж. Популярность ПЗРК на международном рынке вооружения (включая чёрный рынок) как относительно дешёвого и эффективного средства ПВО, вкупе с поддержкой Советским Союзом, Китаем, Соединёнными штатами и Британией различных национально-освободительных движений и повстанческих групп в мире, а также в результате самостоятельно осуществляемой политики лидеров стран социалистической ориентации (в первую очередь, таких как Муаммар Каддафи в Ливии и Фидель Кастро на Кубе, под руководством которых из их стран осуществлялось интенсивное международное военно-техническое сотрудничество), имевших в своём распоряжении внушительные арсеналы советского вооружения, привели к тому, что различные комплексы (главным образом советского производства или стран советского блока) попали в руки террористических организаций и стали представлять серьёзную угрозу для гражданской авиации. Особая популярность конкретно советских ПЗРК была обусловлена 1) масштабами их производства (многократно превышавшими производство аналогичных зарубежных образцов); 2) дешевизной (средняя стоимость ПРЗК «Стрела-2» и одной ракеты к нему за рубежом в ценах 1988 года составляла ок. $7 тыс. в сравнении со $100 тыс. за «Стингер») и доступностью, особенно с началом вывода советских войск из Германии и дезинтеграции СССР, когда со складов хранения в неизвестном направлении массово хлынуло вооружение и военная техника; 3) простотой в эксплуатации, не требовавшей длительной подготовки и особых навыков. ПЗРК стран НАТО были зачастую сложнее в эксплуатации, требовали направления инструкторов или прохождения операторами курсов подготовки, а раздобыть их было куда проблематичнее, поэтому в руках различных сомнительных организаций их было на порядок меньше. С окончанием холодной войны под эгидой ООН и других международных организаций, проводятся различные мероприятия и программы по разоружению и утилизации арсеналов ПЗРК с целью недопущения незаконного завладения ими злоумышленниками.

## Список ПЗРК по странам
| Ракеты «земля-воздух» |                                    |                                 |               |          |             |                  |                                                                  |                  |                             |                              |                           |                                      |                                             |                 |                                  |
| Год                   | Страна                             | Наименование (код НАТО)         | Тип наведения | Длина, м | Диаметр, мм | Масса ракеты, кг | Масса ПЗРК по боевому, кг                                        | Тип боевой части | Масса боевой части (ВВ), кг | Дальность поражения целей, м | Высота поражения целей, м | Средняя скорость ракеты (макс.), м/с | Макс. скорость цели (вдогон/навстречу), м/с | Распространение | Вероятность поражения цели 1 ЗУР |
| 1968                  | Флаг СССР                          | 9К32 «Стрела-2» (SA-7 Grail)    | ТпВ           | 1,42     | 72          | 9,15             | 14,5                                                             | ОФК              | 1,15 (0,37)                 | 800-3600                     | 50-1500                   | 430 (M=1,3)                          | 220                                         | 60 стран        | 0,19-0,25                        |
| 1970                  | Флаг СССР                          | 9К32М «Стрела-2М» (SA-7b Grail) | ТпВ           | 1,44     | 72          | 9,8              | 15                                                               | ОФК              | 1,15                        | 800-4200                     | 50-2300                   | 430                                  | 260/150                                     |                 | 0,22-0,25                        |
| 1974                  | Флаг СССР                          | 9К34 «Стрела-3» (SA-14 Gremlin) | ТпВ ОХЛ       | 1,47     | 72          | 10,3             | 16                                                               | ОФК              | 1,17                        | 500-4100                     | 30-3000                   | 400 (M=1,2)                          | 310/260                                     | 30 стран        | 0,31-0,33                        |
| 1981                  | /                                  | 9К310 «Игла-1» (SA-16 Gimlet)   | ТпВ ОХЛ       | 1,673    | 72          | 10,8             | 17                                                               | ОФК              | 1,3                         | 500-5200                     | 10-2500                   | 600 (M=1,8)                          | 320/360                                     |                 | 0,44-0,59                        |
| 1983                  | /                                  | 9К38 «Игла» (SA-18 Grouse)      | ТпВ ОХЛ       | 1,670    | 72          | 10,6             | 17                                                               | ОФК              | 1,3                         | 500-5200                     | 10-3500                   | 600 (M=1,8)                          | 320/360                                     |                 | 0,45-0,63                        |
| 2004                  | Флаг России                        | 9К338 «Игла-С» (SA-24 Grinch)   | ТпВ ОХЛ       | 1,635    | 72          | 11,7             | 19                                                               | ОФК              | 2,5                         | 500-6000                     | 10-3500                   | 600 (M=1,8)                          | 320/400                                     |                 | 0,8-0,9                          |
| 2014                  | Флаг России                        | 9К333 «Верба»                   | ТпВ ЗД ОХЛ    |          | 72          |                  | 17,25                                                            | ОФ               | 2,5                         | 500-6400                     | 10-4500                   |                                      | 320/490                                     |                 |                                  |
| 1968                  | Флаг США                           | FIM-43 Redeye                   | ТпВ ОХЛ       | 1,22     | 70          | 8,3              | 12,7                                                             | ОФ               | 1,06 (0,36)                 | 500-3400                     | 50-2500                   | (M=1,7)                              | 225                                         | 20 стран        |                                  |
| 1981                  | Флаг США                           | FIM-92A Stinger                 | ТпВ ОХЛ       | 1,52     | 70          | 10,1             | 15,7                                                             | ОФ               | 3                           | 200-4000                     | до 3500                   | (M=2,2-2,6)                          |                                             |                 |                                  |
| 1983                  | Флаг США                           | FIM-92B Stinger                 | ТпВ/УФ ОХЛ    | 1,52     | 70          | 10,1             | 15,7                                                             | ОФ               | 3                           | 200-4800                     | до 3800                   | 730 (M=2,2)                          |                                             |                 |                                  |
| 1989                  | Флаг США                           | FIM-92C Stinger                 | ТпВ/УФ ОХЛ    | 1,52     | 70          | 10,1             | 15,7                                                             | ОФ               | 3                           | 200-4800                     | до 3800                   | 730 (M=2,2)                          |                                             |                 |                                  |
| 1988                  | Флаг Франции                       | Mistrale                        | ТпВ ОХЛ       | 1,86     | 90          | 19               | 24, ракета в ТПК (62 - пусковая установка с одной ракетой в ТПК) | ОФ с ГПЭ         | 2,95                        | 500-6000                     | до 3000                   | (M=2,6)                              | 360/320                                     | 22 страны       |                                  |
| 1975                  | Флаг Великобритании                | Blowpipe                        | РК            | 1,35     | 76          | 11,3             | 21                                                               | К                | 2,2                         | 700-3500                     | 10-1800                   | (700)                                | 220                                         | 15 стран        | 0,3-0,5                          |
| 2000-е                | Флаг Китайской Народной Республики | FN-6                            | ТпВ ОХЛ       | 1,495    | 71          | 10,77            | <=17                                                             | -                | -                           | 500-5000                     | 15-3500                   | 600                                  | 360/300                                     | ~6 стран        | ~0,7                             |
| 2018                  | Флаг Польши                        | Piorun                          | ТпВ ОХЛ       | 1,596    |             | 10,5             | 16,5                                                             | ОФК              | 1,82                        | 500-6500                     | 10-4000                   | 660                                  | 320/400                                     | ~2 стран        |                                  |

Список сокращений и условных обозначений
Системы наведения
УФ — ультрафиолетовая головка самонаведения,
ТпВ — тепловизионная головка самонаведения,
ТпВ 3Д — 3-х-диапазонная тепловизионная головка самонаведения без подготовительного охлаждения,
ТпВ ОХЛ — тепловизионная охлаждаемая головка самонаведения,
ИК — инфракрасная головка самонаведения,
Л — лазерная полуактивная головка самонаведения,
ПРЛ — пассивная радиолокационная головка самонаведения,
ПАРЛ — полуактивная радиолокационная головка самонаведения,
АРЛ — активная радиолокационная головка самонаведения,
РК — радиокомандная система наведения,
ТвК — телевизионно-командная система наведения,
ЛЛ — наведение по лазерному лучу,
РЛ — наведение по радио лучу,
ИНС — инерциальная система наведения,
+ СП — со спутниковой коррекцией,
+ РСК — рельефометрическая коррекция (по рельефу местности),
+ ОЭСК — оптико-электронная коррекция.
Типы боевых частей
О — осколочная боевая часть,
ОФ — осколочно-фугасная боевая часть,
ОФК — осколочно-фугасно-кумулятивная боевая часть,
К — кумулятивная боевая часть,
С — стержневая боевая часть,
ГПЭ — готовые поражающие элементы.

## Комментарии
1. ↑  До 1980-х годов общеупотребительным был вариант написания «переносный».[1]. Иногда может встречаться в варианте «переносный зенитно-ракетный».[2][3] Периодически, выражение в таких формулировках можно встретить и сейчас.
2. ↑  Словесным эквивалентом термина «ракетный комплекс» в английском языке является «missile system».